# グナワ人
グナワ人(Gnawa)は、モロッコやアルジェリアに住む民族である。
「グナワ」は現地で話されるタマジグト語由来と考えられている。

## 音楽
グナワ音楽は、スーフィズムとイスラム以前のアフリカの伝統音楽を混ぜた音楽である。
「グナワ音楽家」は、アニミズムの儀式を用いる代替医療者をも意味する。
モロッコの大衆文化では、グナワ人は蠍の毒や霊的不調に対抗する儀式を行うと考えられている。
グナワ人は色や香水、恐怖を用いて病を癒す。
グナワ音楽は催眠的なトランスで、以下の要素を含む。
- シンティル（英語版）による低音のリズム
- コールアンドレスポンスの歌唱
- 手拍子
- クラケブス（英語版）(シンバル)

儀式では音楽と踊りを用いて祖先の霊を呼び出し、魔を祓い、心の病を癒し、蠍の毒を治療する。

## 著名な演奏家
- ハッサン・ハクムーン（英語版）
- マフムード・グイニア（英語版）

## 共演した西洋人演奏家
- アダム・ルドルフ（英語版）
- タッカー・マーチン（英語版）
- ビル・ラズウェル
- ブライアン・ジョーンズ
- ランディ・ウェストン
- ジミー・ペイジ
- ロバート・プラント

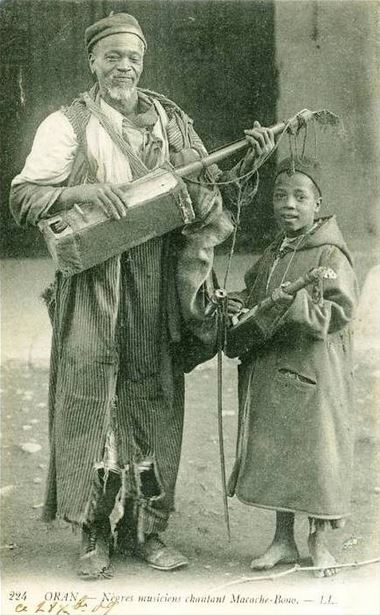
オラン出身のシンティルを持つグナワ人
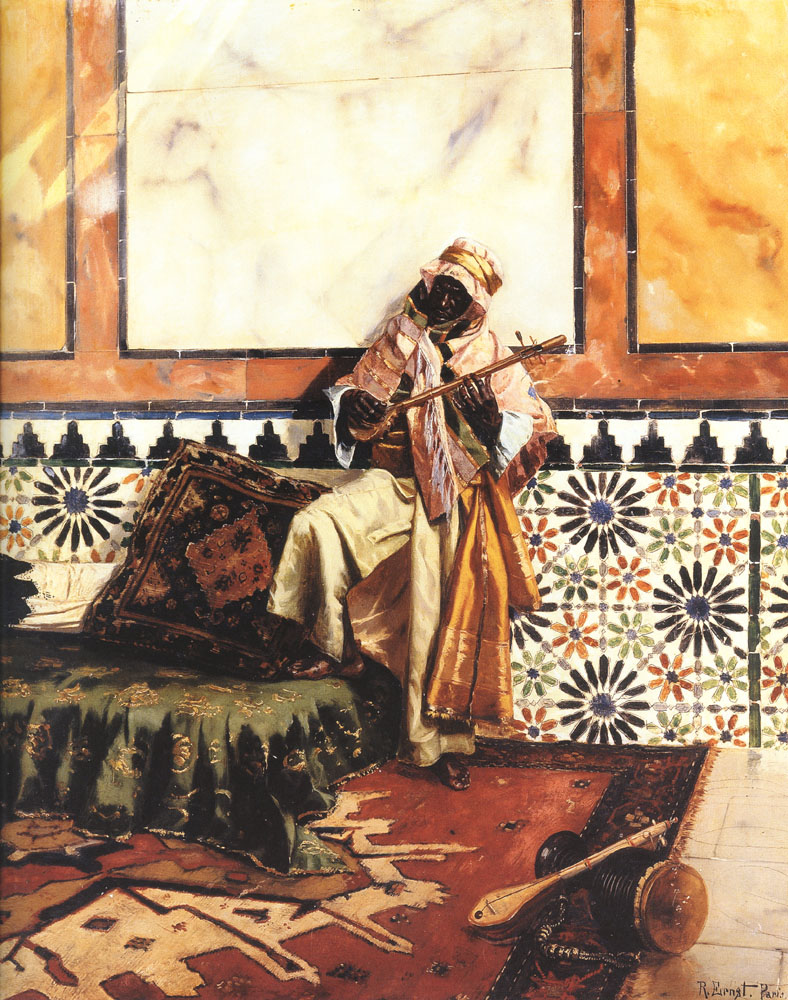
北アフリカ内陸部のグナワ人
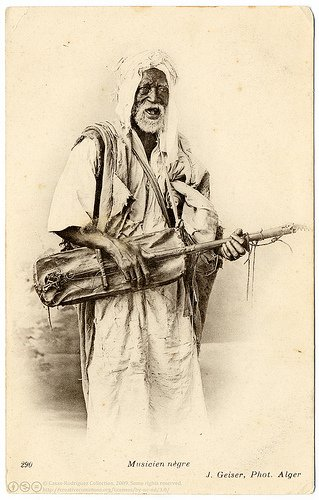
アルジェ出身でシンティルを持つグナワ人(1906年頃)
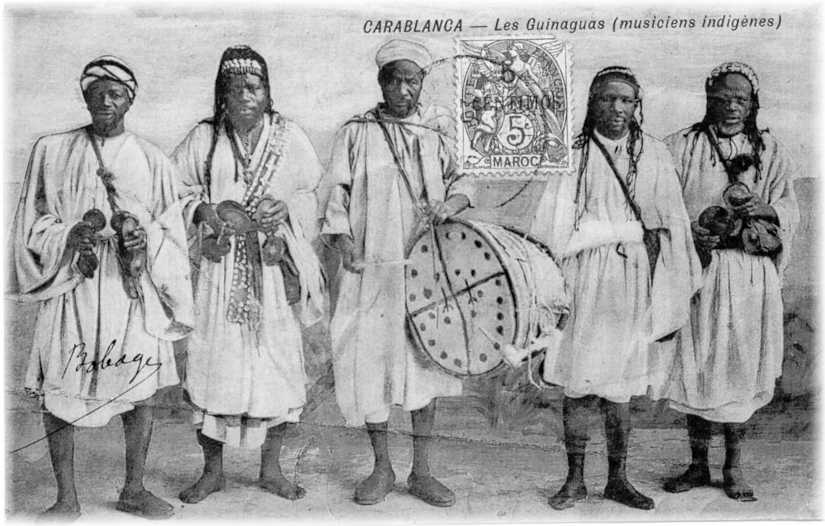
1920年代のグナワ人
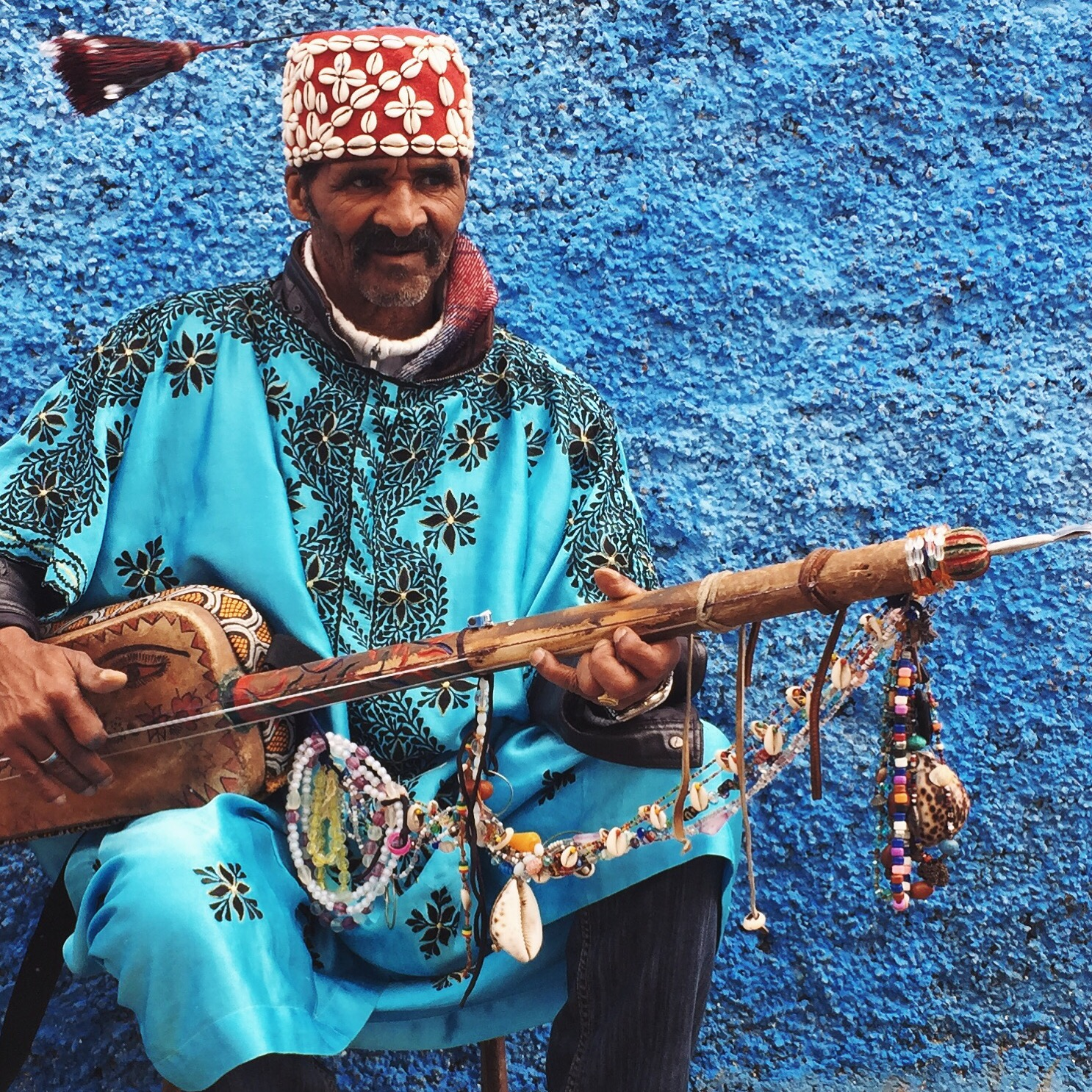